# Himmelberg (Austria)
Himmelberg – gmina w Austrii, w kraju związkowym Karyntia. w powiecie Feldkirchen. Według Austriackiego Urzędu Statystycznego liczyła 2316 mieszkańców (1 stycznia 2015).

## Współpraca
Miejscowości partnerskie:
- Bad Saulgau, Niemcy
- Chiusaforte, Włochy